# 王翼龍
王翼龍，中華民國外交官。畢業於東海大學政治學系國際關係學士、國立政治大學外交研究所碩士，曾任駐美國臺北經濟文化代表處國會組三等與二等秘書、駐歐盟兼駐比利時代表處政務組副組長、外交部北美司專門委員、外交部外交及國際事務學院主任秘書、駐亞特蘭大臺北經濟文化辦事處總領事銜處長等職務，現任駐匈牙利臺北代表處大使銜代表。

## 職業生涯
駐亞特蘭大辦事處長王翼龍多次以投書，或接受當地媒體訪問的形式，對於中華人民共和國制定《香港國家安全法》、中華民國與美國關係、推動簽署台美雙邊貿易協定（BTA）等問題發表看法。

## 興趣
王翼龍喜愛品酒與米其林美食、看电影、打高爾夫球、欣賞小提琴演奏等。